# COVERS (Fayrayのアルバム)
『COVERS』（カバーズ）は、2005年6月8日にリリースされたFayrayのカバー・アルバム。発売元はR and C。

## 収録曲
1. Heaven (6:22)
ザ・サイケデリック・ファーズのカバー。
2. Dreams (4:48)
フリートウッド・マックのカバー。
3. Angel (4:37)
ジミ・ヘンドリックスのカバー。
4. The First Time Ever I Saw Your Face (2:58)
ロバータ・フラックのカバー。
5. I Wanna Be Free (5:03)
モンキーズのカバー。
6. Tiny Dancer (4:23)
エルトン・ジョンのカバー。
7. This Is Love (5:33)
PJ ハーヴェイのカバー。
8. Moonchild (3:38)
キング・クリムゾンのカバー。
9. I Believe In You (4:43)
ニール・ヤングのカバー。
10. The Wind (5:38)
キャット・スティーヴンスのカバー。
シークレット・トラックは「My Foolish Heart」を収録。